# Coppa KOVO 2007 (maschile)
La Coppa KOVO 2007, 2ª edizione della coppa di lega sudcoreana di pallavolo maschile, si è svolta dal 29 settembre al 7 ottobre 2007: al torneo hanno partecipato 6 squadre di club sudcoreane e la vittoria finale è andata per la prima volta ai Korean Air Jumbos.

## Regolamento

### Formula
La competizione prevede tre fasi: una preliminare, una semifinale e la finale. 
- Nella fase preliminare le sei squadre provenienti dalla V-League vengono divise in due gironi tre squadre, al termine dei quali le prime due classificate accedono alla fase semifinale;
- Nella fase semifinale le due squadre provenienti da ciascun girone affrontano le due squadre classificate dall'altro girone, portandosi dietro il risultato del loro scontro diretto; al termine del turno le prime due classificate accedono in finale;
- In finale le due formazioni qualificate si affrontano in gara unica.

### Criteri di classifica
L'ordine del posizionamento in classifica è stato definito in base a:
- Numero di partite vinte;
- Ratio dei punti realizzati/subiti;
- Ratio dei set vinti/persi.

## Squadre partecipanti
| Girone A             | Girone B          |
| -------------------- | ----------------- |
| Hyundai Skywalkers   | LIG Greaters      |
| Korea Electric Power | Samsung Bluefangs |
| Korean Air Jumbos    | Sangmu            |

## Torneo

### Fase preliminare

#### Gruppo A

##### Risultati
| 29 settembre 2007 Masan Indoor Gymnasium, Masan Durata: 1h:19 - Spettatori: 4 100 | Hyundai Skywalkers | 0 - 3 | Korean Air Jumbos    | 21-25, 19-25, 23-25        |
| 30 agosto 2007 Masan Indoor Gymnasium, Masan Durata: 1h:23 - Spettatori: 1 200    | Hyundai Skywalkers | 3 - 0 | Korea Electric Power | 25-23, 28-26, 25-23        |
| 1º ottobre 2007 Masan Indoor Gymnasium, Masan Durata: 1h:41 - Spettatori: 300     | Korean Air Jumbos  | 3 - 1 | Korea Electric Power | 25-23, 20-25, 25-16, 25-22 |

##### Classifica
| Pos. | Squadra              | G | V | P | SV | SP | Ratio | PF  | PS  | Ratio |
| ---- | -------------------- | - | - | - | -- | -- | ----- | --- | --- | ----- |
| 1    | Korean Air Jumbos    | 2 | 2 | 0 | 6  | 1  | 6,000 | 170 | 149 | 1,141 |
| 2    | Hyundai Skywalkers   | 2 | 1 | 1 | 3  | 3  | 1,000 | 141 | 147 | 0,959 |
| 3    | Korea Electric Power | 2 | 0 | 2 | 1  | 6  | 0,167 | 158 | 173 | 0,913 |

      Qualificata alla fase semifinale.

#### Gruppo B

##### Risultati
| 29 settembre 2007 Masan Indoor Gymnasium, Masan Durata: 1h:19 - Spettatori: 1 000 | Samsung Bluefangs | 3 - 0 | Sangmu       | 31-29, 25-18, 25-20              |
| 30 agosto 2007 Masan Indoor Gymnasium, Masan Durata: 2h:09 - Spettatori: 2 500    | Samsung Bluefangs | 2 - 3 | LIG Greaters | 22-25, 25-17, 25-16, 22-25, 9-15 |
| 1º ottobre 2007 Masan Indoor Gymnasium, Masan Durata: 1h:09 - Spettatori: 300     | LIG Greaters      | 3 - 0 | Sangmu       | 25-14, 25-22, 25-16              |

##### Classifica
| Pos. | Squadra           | G | V | P | SV | SP | Ratio | PF  | PS  | Ratio |
| ---- | ----------------- | - | - | - | -- | -- | ----- | --- | --- | ----- |
| 1    | LIG Greaters      | 2 | 2 | 0 | 6  | 2  | 3,000 | 173 | 155 | 1,116 |
| 2    | Samsung Bluefangs | 2 | 1 | 1 | 5  | 3  | 1,667 | 184 | 165 | 1,115 |
| 3    | Sangmu            | 2 | 0 | 2 | 0  | 6  | 0,000 | 119 | 156 | 0,763 |

      Qualificata alla fase semifinale.

### Fase semifinale

#### Risultati
| 3 ottobre 2007 Masan Indoor Gymnasium, Masan Durata: 1h:11 - Spettatori: 1 900 | Hyundai Skywalkers | 0 - 3 | Samsung Bluefangs  | 22-25, 16-25, 18-25               |
| 4 ottobre 2007 Masan Indoor Gymnasium, Masan Durata: 2h:11 - Spettatori: 1 200 | Korean Air Jumbos  | 3 - 2 | LIG Greaters       | 21-25, 34-32, 25-20, 21-25, 15-12 |
| 5 ottobre 2007 Masan Indoor Gymnasium, Masan Durata: 1h:52 - Spettatori: 620   | Korean Air Jumbos  | 3 - 1 | Samsung Bluefangs  | 25-20, 25-21, 29-31, 25-19        |
| 6 ottobre 2007 Masan Indoor Gymnasium, Masan Durata: 1h:48 - Spettatori: 1 100 | LIG Greaters       | 3 - 1 | Hyundai Skywalkers | 25-22, 26-28, 25-23, 25-21        |

#### Classifica
| Pos. | Squadra            | G | V | P | SV | SP | Ratio | PF  | PS  | Ratio |
| ---- | ------------------ | - | - | - | -- | -- | ----- | --- | --- | ----- |
| 1    | Korean Air Jumbos  | 4 | 4 | 0 | 12 | 4  | 3,000 | 390 | 354 | 1,102 |
| 2    | LIG Greaters       | 4 | 3 | 1 | 11 | 6  | 1,833 | 388 | 365 | 1,063 |
| 3    | Samsung Bluefangs  | 4 | 2 | 2 | 9  | 6  | 1,500 | 350 | 325 | 1,077 |
| 4    | Hyundai Skywalkers | 4 | 1 | 3 | 4  | 9  | 0,444 | 291 | 323 | 0,901 |

      Qualificata in finale.

### Finale
| 7 ottobre 2007 Masan Indoor Gymnasium, Masan Durata: 2h:01 - Spettatori: 4 300 | Korean Air Jumbos | 3 - 2 | LIG Greaters | 25-22, 23-25, 21-25, 25-17, 15-9 |